# René Rosero
Jonathan René Rosero Tovar (Barbacoas, Nariño, Colombia; 5 de septiembre de 1984), conocido como René Rosero, es un exfutbolista colombiano; jugaba como mediocampista y actualmente es agente libre 

## Trayectoria
René ha desarrollado su carrera profesional en el Deportivo Pasto, equipo al que llegó en el año 2003 para integrarse al equipo juvenil proveniente de la Selección Barbacoas. La llegada se dio por su buen papel en el Campeonato Departamental desarrollado en la ciudad de Pasto en aquel año llamando la atención del equipo de la capital nariñense que le fichó inmediatamente y con el cual jugó el Torneo Nacional de Reservas 2003 con el equipo que dirigía Wilman Conde. Pasaron solo seis meses desde su llegada al equipo para empezar a figurar en la plantilla del equipo profesional, inscrito como jugador aficionado para el campeonato del 2004.
René Rosero debutó en el primer equipo del Deportivo Pasto en el Torneo Apertura 2004, el 22 de febrero, en el Estadio Libertad, en el partido que enfrentó al Deportivo Pasto y al Deportes Quindío (2-1). El entrenador Miguel Augusto Prince, lo hizo jugar los 90 minutos en su debut y ganándose su confianza lo mantuvo en la titular durante todo el campeonato.
El 9 de junio de 2004 consiguió convertir su primer gol como profesional con el Deportivo Pasto, en el partido que disputó el equipo frente al América de Cali en cuadrangulares finales del apertura 2004. El gol llegó a los 5 minutos y fue el primero de los cuatro goles que hizo el Deportivo Pasto ese día.
El 25 de junio de 2006 consiguió su primer título con el equipo, al proclamarse campeón del Torneo Apertura 2006 con Oscar Quintabani como entrenador siendo titular en los dos partidos de la final disputados frente al Deportivo Cali (2-1, marcador global) y un año después en el 2007 jugó la Copa Libertadores con el equipo nariñense enfrentando a equipos como el Santos de Brasil, Gimnasia de La Plata de Argentina y Defensor Sporting de Uruguay.
En los últimos años disputó cinco finales con el Deportivo Pasto, en el 2009 y 2012 saliendo subcampeón en Copa Colombia, dos finales más en el 2010 y 2011 en la lucha por el ascenso luego de caer con el equipo a segunda en el 2009 y en el 2012 logrando una nueva final en primera división enfrentando al Independiente Santa Fe.
En la temporada 2013 fue encargado como capitán titular del equipo por el técnico Flabio Torres y alcanzó la cifra de 300 partidos con el equipo recibiendo una distinción del equipo antes del partido ante Deportivo Cali el 6 de abril de 2013 en el Estadio Libertad.
 Después del partido de ida de los octavos de final de la Copa Sudamericana ante el [Ponte Preta] de Brasil, disputado el 25 de octubre, René tuvo una lesión que lo obligó a someterse a una astorcropia en la rodilla derecha y luego de más de un mes de baja su salud desmejoro y el 18 de noviembre fue internado en cuidados intensivos por una encefalitis viral. Su recuperación le dejó todo el 2014 sin poder jugar y tan solo pudo volver a las canchas hasta el 3 de marzo de 2015, en un partido por Copa Colombia ante el Universitario de Popayán.

## Clubes
COMO JUGADOR
| Club            | País     | Año         |
| --------------- | -------- | ----------- |
| Deportivo Pasto | Colombia | 2004 - 2015 |

COMO TECNICO
| Club            | País     | Año  |
| --------------- | -------- | ---- |
| Deportivo Pasto | Colombia | 2024 |

## Estadísticas
Estadísticas hasta el 17 de mayo de 2015.
| Deportivo Pasto · Colombia | 1ª                  | 2004                | 36  | 1 | —  | — | — | — | 36  | 1 |
| Deportivo Pasto · Colombia | 1ª                  | 2005                | 6   | 0 | —  | — | — | — | 6   | 0 |
| Deportivo Pasto · Colombia | 1ª                  | 2006                | 35  | 0 | —  | — | — | — | 35  | 0 |
| Deportivo Pasto · Colombia | 1ª                  | 2007                | 15  | 0 | —  | — | 4 | 0 | 19  | 0 |
| Deportivo Pasto · Colombia | 1ª                  | 2008                | 16  | 0 | 6  | 1 | — | — | 22  | 1 |
| Deportivo Pasto · Colombia | 1ª                  | 2009                | 26  | 0 | 14 | 0 | — | — | 40  | 0 |
| Deportivo Pasto · Colombia | 2ª                  | 2010                | 30  | 1 | 9  | 1 | — | — | 39  | 2 |
| Deportivo Pasto · Colombia | 2ª                  | 2011                | 40  | 0 | 5  | 0 | — | — | 45  | 0 |
| Deportivo Pasto · Colombia | 1ª                  | 2012                | 41  | 0 | 11 | 0 | — | — | 52  | 0 |
| Deportivo Pasto · Colombia | 1ª                  | 2013                | 28  | 1 | 1  | 0 | 2 | 0 | 31  | 1 |
| Deportivo Pasto · Colombia | 1ª                  | 2014                | 0   | 0 | 0  | 0 | — | — | 0   | 0 |
| Deportivo Pasto · Colombia | 1ª                  | 2015                | 2   | 0 | 4  | 0 | — | — | 6   | 0 |
| Total | Total               | Total               | 275 | 3 | 50 | 2 | 6 | 0 | 331 | 5 |
| Total en su carrera | Total en su carrera | Total en su carrera | 275 | 3 | 50 | 2 | 6 | 0 | 331 | 5 |
| (1)Incluidos los datos de la Copa Colombia y la promoción del ascenso (2010) (2)Incluidos los datos de la Copa Libertadores (2006-Act.) / Copa Sudamericana (2013) |                     |                     |     |   |    |   |   |   |     |   |

## Selección Colombia
En mayo del 2007 es convocado por Jorge Luis Pinto a la Selección Colombia para el partido amistoso contra Panamá en el Estadio Rommel Fernández.

## Palmarés

### Campeonatos nacionales
| Título          | Club            | País     | Año  |
| --------------- | --------------- | -------- | ---- |
| Torneo Apertura | Deportivo Pasto | Colombia | 2006 |
| Primera B       | Deportivo Pasto | Colombia | 2011 |